# Mureșeni, Mureș
Mureșeni (în maghiară Meggyesfalva) este o localitate componentă a municipiului Târgu Mureș din județul Mureș, Transilvania, România. Se află la ieșire dinspre Tg. Mureș către Sibiu, prin Târnăveni.

## Istoric
Pe Harta Iosefină a Transilvaniei din 1769-1773 (Sectio 128), localitatea apărea sub numele de „Medgyesfalva”.

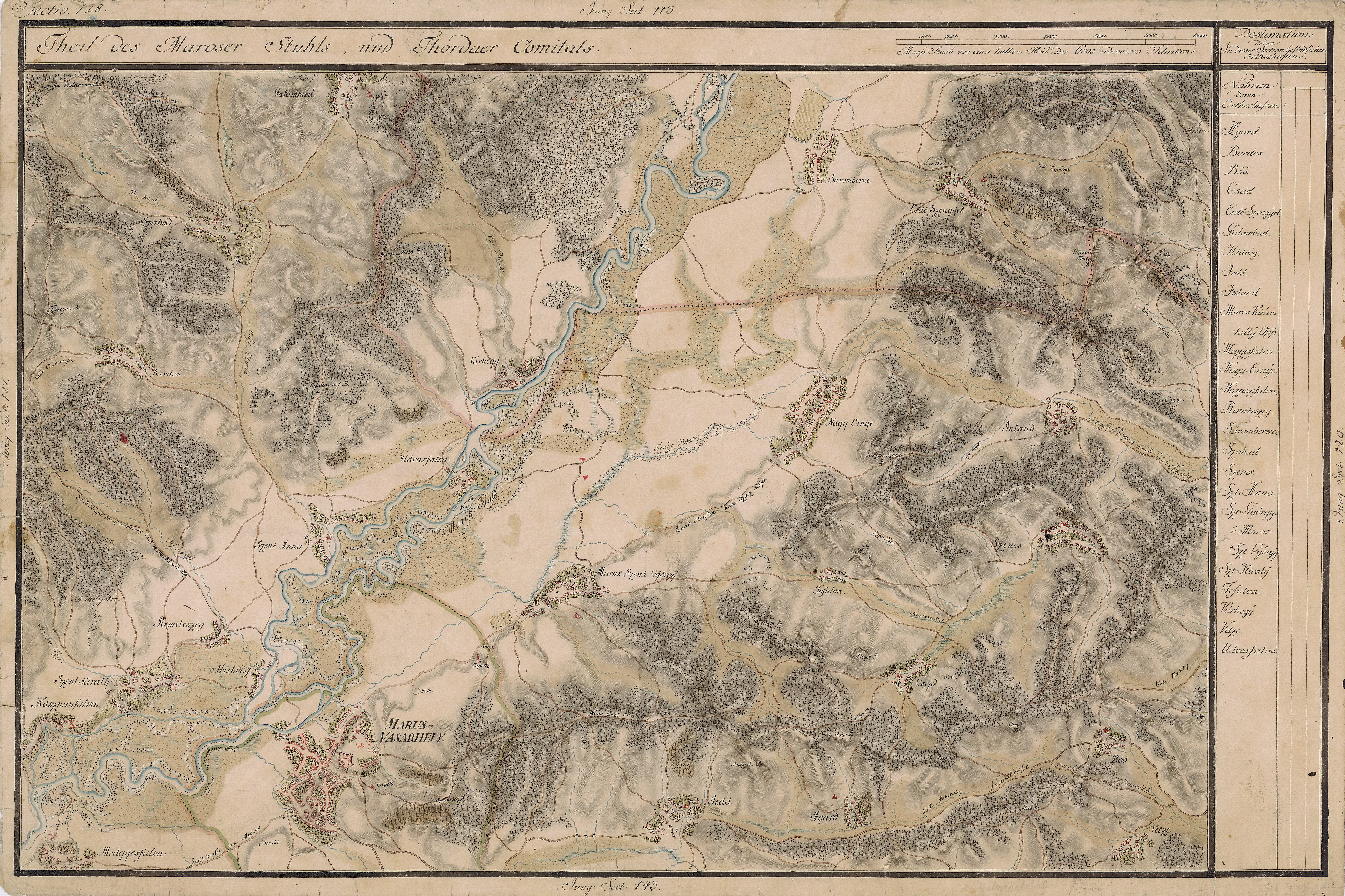
Mureșeni pe Harta Iosefină
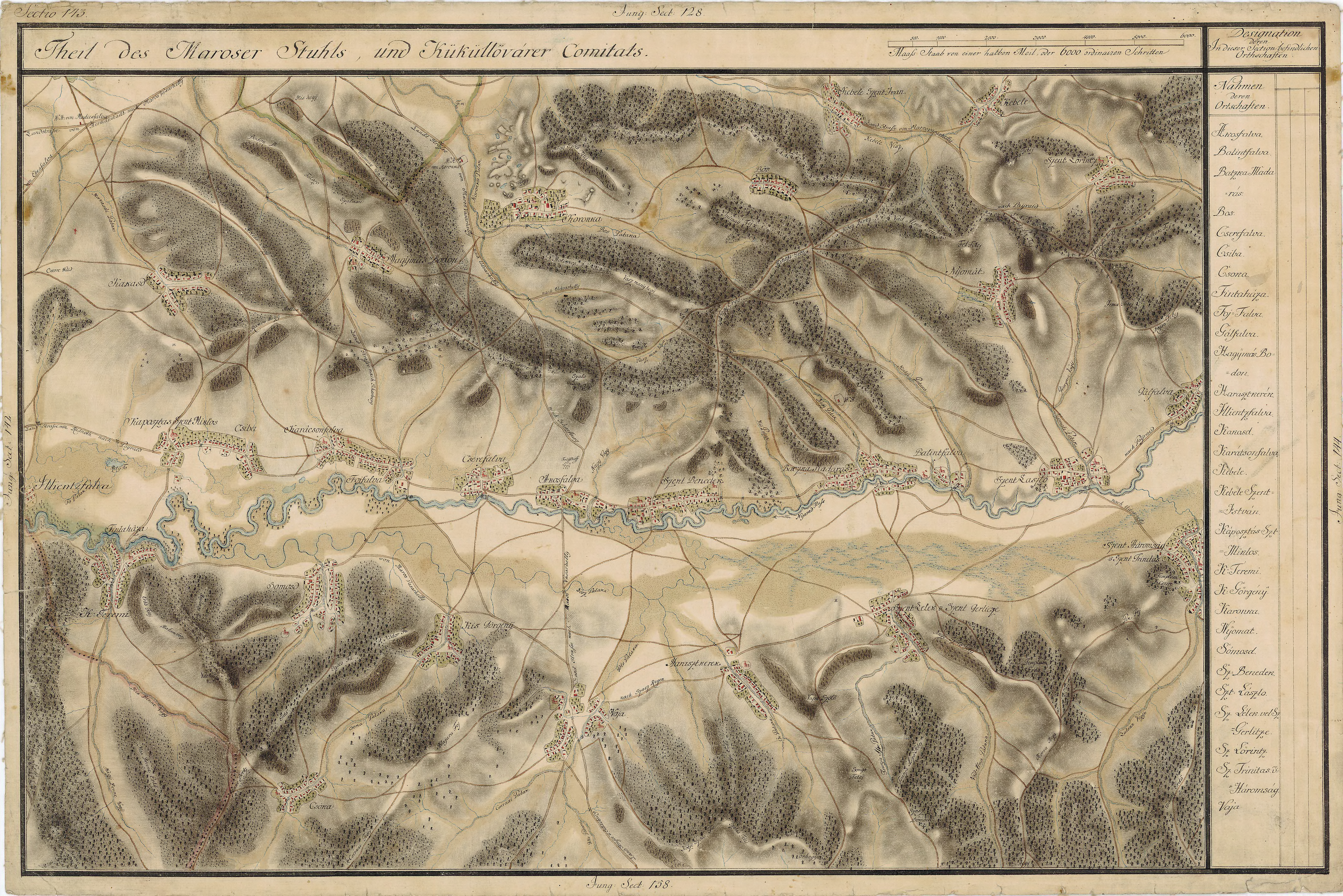
Mureșeni pe Harta Iosefină
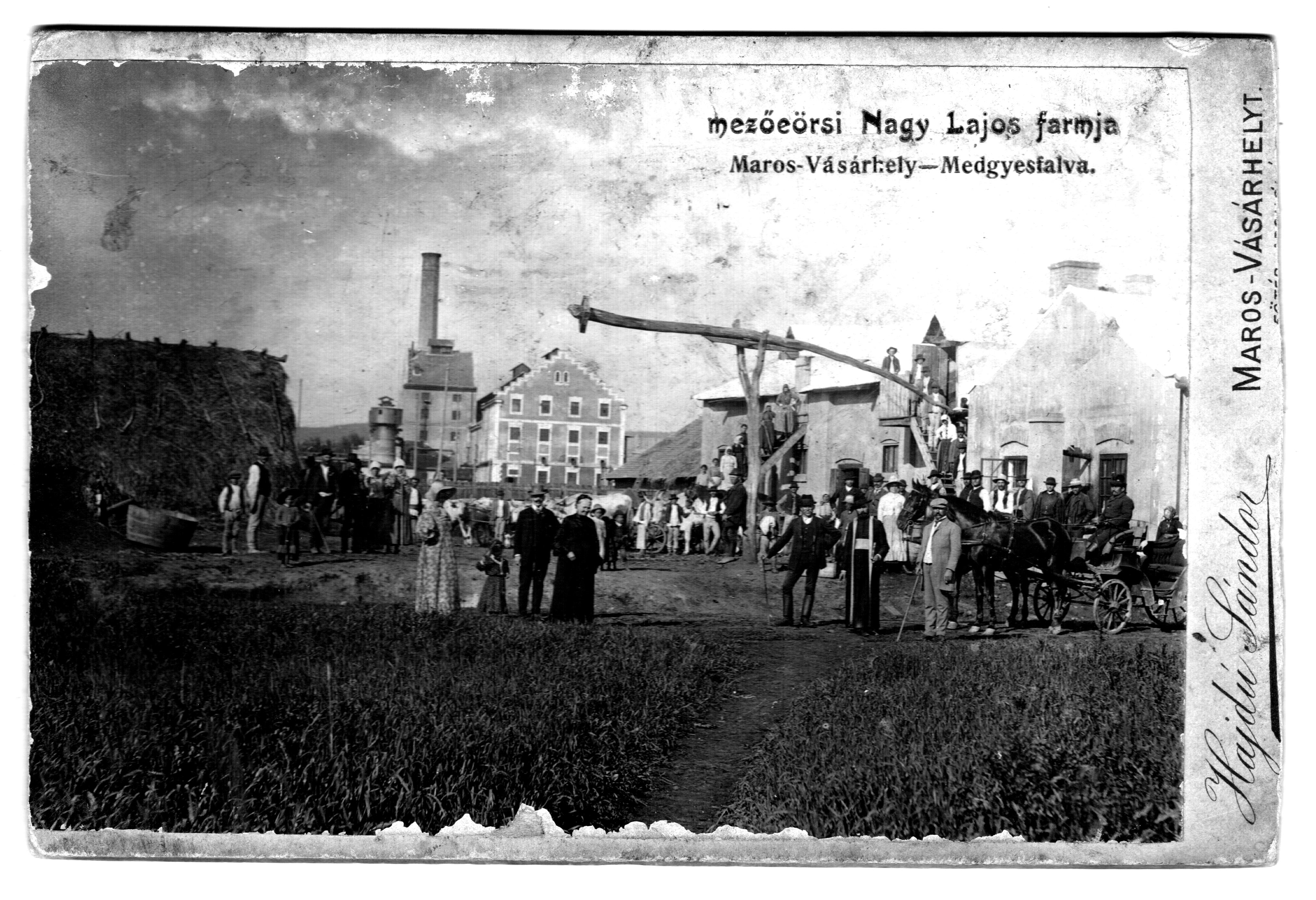
"Ferma lui Lajos Nagy de Mezőeörsi în Mureșeni - Târgu Mureș"

## Personalități
- István Várterész⁠(hu)[traduceți] (1931-1984), farmacist, monograf târgumureșean